# Irska književnost
Irska književnost obuhvata radove na irskom, latinskom i engleskom jeziku (uključujući alsterski škotski) na ostrvu Irske. Najstariji pisani irski književni radovi potiču iz sedmog veka, a proizveli su ih monasi koji su pisali na latinskom i ranom irskom jeziku. Pored biblijskog pisanja, irski monasi su zapisivali poeziju i mitološke priče. Postoji veliko preživelo telo irskih mitoloških zapisa, uključujući i priče poput Tejne i Ludog kralja Svinija.
Engleski jezik je u Irsku uveden u trinaestom veku, nakon invazije Normana na Irsku. Irski jezik je, međutim, ostao dominantan jezik irske književnosti sve do devetnaestog veka, uprkos laganom opadanju koji je počeo u sedamnaestom veku ekspanzijom engleske moći. U drugom delu devetnaestog veka došlo je do brze zamene irskog engleskim jezikom u većem delu zemlje. Na kraju veka, međutim, kulturni nacionalizam ispoljio je novu energiju, obeleženu Galskim preporodom (koji je podstakao modernu književnost na irskom jeziku) i uopšte irsko književno preporođenje.
Anglo-irska književna tradicija našla je svoje prve sjajne eksponate u Ričardu Hedu i Džonatanu Sviftu, kojima su sledili Lorens Stern, Oliver Goldsmit i Ričard Brinsli Šeridan.

## Srednji vek: 500–1500
Irski ima jednu od najstarijih narodnih književnosti u zapadnoj Evropi (posle grčke i latinske) Irci su postali potpuno pismeni s dolaskom hrišćanstva u petom veku. Pre toga se za natpise koristio jednostavan sistem pisanja, poznat kao „ogam”. Uvođenje latinskog dovelo je do prilagođavanja latinične abecede irskom jeziku i uspon male književne klase, sveštenička i svetovnog stanovništva.
Najstarija irska književnost se sastojala od originalne lirske poezije i verzija drevnih proznih priča. Najstarija poezija, sastavljena u 6. veku, ilustruje živopisnu religioznu predanost ili opisuje svet prirode. Ponekad je bila napisana na marginama iluminiranih rukopisa. „Crni kos of Belfastskog Loha”, fragment slogovne pesme koja verovatno potiče iz 9. veka, inspirisao je reinterpretacije i prevode niza autora u modernim vremenima, među kojima su Džon Montagju, Džon Hjuit, Šejmus Hini, Kiran Karson, i Tomas Kinsela, kao i verziju na modernom irskom jeziku Tomasa O'Flojna.
Knjiga Armaga je iluminirani rukopis iz 9. veka, napisan uglavnom na latinskom jeziku, a sadrži rane tekstove koji se odnose na Svetog Patrika i neke od najstarijih preživelih primeraka staroirskog jezika. To je jedan od najranijih rukopisa koje je proizvela izolaciona crkva, a sadrži skoro kompletnu kopiju Novog zaveta. Rukopis je delo pisara po imenu Ferdomnač iz Armaga (umro 845. ili 846). Ferdomnač je prvi deo knjige napisao 807 ili 808, za Patrikovog naslednika (komarba) Torbača. Bio je to jedan od simbola službe nadbiskupa od Armaga.
Alsterski anali (ir. Annála Uladh) obuhvataju period od 431. do 1540. godine, i sastavljeni su na teritoriji današnje Severne Irske: unose do 1489. godine napisao je pisar Ruajdri O'Lujnin krajem 15. veka, pod pokroviteljem Katala Og Mak Magnusa na ostrvu Bel na Loh Ernu. Alsterski ciklus je napisan 12. veku, i sastoji se od srednjovekovnih irskih herojskih legendi i saga o tradicionalnim junacima Ulada u današnjem istočnom Alsteru i severnom Lensteru, naročito u okruzima Armah, Daun i Laud. Priče su napisane u staroirskom i srednjeirskom, većinom u prozi, isprepletene povremenim stihovima. Jezik najranijih priča datira iz 8. veka, a događaji i likovi se pominju u pesmama koje datiraju iz 7. veka.
Nakon staroirskog perioda, postoji širok spektar poezije iz srednjovekovnog i renesansnog doba. Irci su postepeno stvorili klasičnu tradiciju na svom jeziku. Stih je ostao glavno sredstvo književnog izražavanja, a pitanja forme i stila u 12. veku su u osnovi rešena, sa malim promenama sve do 17. veka.
Srednjovekovni irski pisci su takođe stvorili obimnu literaturu na latinskom jeziku: ova hiberno-latinska književnost bila je poznata po svom učenom rečniku, uključujući veću upotrebu pozajmljenih reči iz grčkog i hebrejskog jezika nego što je to bilo uobičajeno u srednjovekovnom latinskom jeziku drugde u Evropi.
Književni irski jezik (poznat na engleskom kao klasični iriski), bio je sofisticiran medijum sa složenim stihovima i učio se u bardkim školama (tj. akademijama visokog obrazovanja) u Irskoj i u Škotskoj. Te institucije su proizvele istoričare, pravnike i profesionalnu književnu klasu koja je za pokroviteljstvo zavisila od aristokratije. Veliki deo pisanja nastalog u ovom periodu bio je konvencionalnog karaktera, u znak pohvale mecena i njihovih porodica, ali najbolji deo toga bio je izuzetno visokog kvaliteta i uključivao je poeziju lične prirode. Gofrejd Fion O'Dalaf (14. vek), Tad Og O'Ujgin (15. vek) i Eočejd O'Eogusa (16. vek) bili su među najistaknutijim od ovih pesnika. Svaka plemićka porodica posedovala je telo rukopisa koji su sadržali genealošku i drugu građu, a dela najboljih pesnika koristila su se u nastavne svrhe u bardskim školama. U ovom hijerarhijskom društvu potpuno obučeni pesnici pripadali su najvišem sloju; bili su dvorski službenici, ali se smatralo da još uvek poseduju drevne magične moći.
Žene su u velikoj meri bile isključene iz zvanične literature, mada su aristokratkinje mogle biti zaštitnice same po sebi. Primer je plemićka žena iz 15. veka Mejrgreg Ni Karbal, koju su učenjaci hvalili zbog njenog gostoprimstva. Na tom nivou je određeni broj žena bio pismen, a neke su doprinele nezvaničnom korpusu dvorske ljubavne poezije poznatom kao dánta grádha.
Proza se i dalje razvijala u srednjovekovnom periodu u obliku pripovedaka. Normanska invazija u 12. veku donela je novi set priča koje su uticale na irsku tradiciju, a vremenom su prevedene sa engleskog jezika.
Irski pesnici su takođe formirali Dindsenče („mesta znanosti”), klasu onomastičkih tekstova koji su pripovedali o poreklu imena i tradicijama vezanim za događaje i likove pojedinih mesta. Kako se mnoge legende odnose na dela mitskih i legendarnih ličnosti, ovi radovi su važan izvor pri proučavanju irske mitologije.

## Poezija
Istorija irskog pesništva datira iz 6. veka. Nastajala je na irskom jeziku. Prošla je put od poezije putujućih bardova do kasnog srednjeg veka, kada poezija na irskom gelskom jeziku postaje deo popularne kulture. Poezija na nacionalnom jeziku oživela je u kasnom 19. veku, kada je došlo do irskog književnog preporoda. Tada se ponovno počeo učiti i koristiti irski jezik te su otkrivena dela srednjovekovnih bardova i keltske mitologije. U 20. veku, najznačajniji predstavnici irske poezije su Vilijam Batler Jejts i Džejms Džojs (predstavnik modernističke poezije).

## Proza
Priča je književni žanr u kojem su irski pisci postigli majstorstvo. Irska je vekovima razvijala snažnu tradiciju usmene predaje pesama, ali ne i romana, za razliku od Engleske ili Francuske, gde je roman bio najpopularniji žanr proze. Među istaknutim irskim piscima kao što su: Džordž Mur, Šon O'Faolejn, Frank O'Konor, Lijam O'Flaerti i Danijel Korkeri, ima i nekoliko romanopisaca, ali oni su više poznati kao autori priča. Izuzetak su samo Džejms Džojs i Elizabet Bouen. Tokom devedesetih godina 20. veka i početkom 21. veka, međunarodnu popularnost stekao je romanopisac Kolm Tojbin.

## Drama
Počeci irske drame sežu od 1601. godine. Prvi značajniji irski dramatičar bio je Vilijam Kongrev, koji je uglavnom pisao komedije. Kasniji autori poput Olivera Goldsmita i Ričarda Brinslija Šeridana delovali su u Engleskoj. Pozorište se počelo razvijati u Irskoj osnivanjem Irskog dramskog pozorišta, koje se nastalo 1899, a u kojem su delovali Oskar Vajld i Džordž Bernard Šo. Uspostavljanjem Pozorišta Abi, irskim piscima otvorile su se nove mogućnosti. Jedan od najistaknutijih autora bio je Džn Milington Sing. U 20. veku, ključni irski dramski pisci su: Semjuel Beket, Brendan Behan, Denis Džonston, Brajan Fril, Tomas Kilroj, Tom Merfi, Hju Leonard i Džon B. Kin. U 70-im godinama 20. veka, nastala su neka nova pozorišta, ali je i dalje najbolje bilo pozorište Abi.
Mnogi pisci irskog porekla smatraju se i piscima engleske književnosti, jer su pisali na engleskom jeziku o engleskim temama, i živeli su u Engleskoj. Među njima su: Vilijam Kongrev, Džonatan Svift, Oskar Vajld, Džordž Bernard Šo, Vilijam Batler Jejts, Džejms Džojs, Elizabet Bouen i Semjuel Beket.
Irski književnici, koji su dobili Nobelovu nagradu za književnost su:
- Vilijam Batler Jejts (dobio 1923) - pesnik, dramaturg, političar, jedan od vodećih članova irskog književnog preporoda, osnivač Pozorišta Abi i promoter irskog jezika.
- Džordž Bernard Šo (dobio 1925) - dramaturg i scenarista, autor Pigmaliona (film temeljen na ovoj predstavi osvojio je Oskara).
- Semjuel Beket (dobio 1969) - dramaturg-eksperimentator, pisac, pesnik, poznat po delu „U očekivanju Godota”. Takođe je pisao na francuskom.
- Šejmus Hini (dobio 1995) - pesnik, esejista, prevodilac sa staroengelskog jezika, promovitelj književnosti.

## Literatura
- Brady, Anne & Cleeve, Brian. Biographical Dictionary of Irish Writers. 1985. ISBN 978-0-946640-11-9.. Lilliput.
- Educational Media Solutions. 'Reading Ireland, Contemporary Irish Writers in the Context of Place'. Films Media Group. 2012.  978-0-81609-056-3.
- Jeffares, A. Norman. A Pocket History of Irish Literature. O. Brien Press. 1997. ISBN 978-0-86278-502-4.
- Welsh, Robert (ed.) & Stewart, Bruce (ed.). The Oxford Companion to Irish Literature'. Clarendon Press. 1996. ISBN 978-0-19-866158-0.
- Wright, Julia M.. Irish Literature, 1750–1900: An Anthology'. Blackwell Press. 2008. ISBN 978-1-4051-4520-6.
- Caerwyn Williams, J.E. agus Ní Mhuiríosa, Máirín (1979). Traidisiún Liteartha na nGael. An Clóchomhar Tta. Baile Átha Cliath. Revival 336–350
- Corkery, Daniel (1925), The Hidden Ireland: A Study of Gaelic Munster in the Eighteenth Century. M.H. Son, Ltd. Dublin.
- Céitinn, Seathrún (1982) (eag. De Barra, Pádraig). Foras Feasa ar Éirinn, Athnua 1 & 2. Foilseacháin Náisiúnta Teoranta. Baile Átha Cliath. A two volume version of Keating's history in modernised spelling.
- Crosson, Seán. " 'The Given Note' Traditional Music and Modern Irish Poetry". Cambridge Scholars Publishing. Dublin. 2008.  978-1847185693. An overview of the historical relationship between poetry and music in Ireland.
- De Bhaldraithe, Tomás (ed.) (1976 – third printing). Cín Lae Amhlaoibh. ISBN 978-0-7171-0512-0.. An Clóchomhar Tta. Baile Átha Cliath. . A shortened version of the diaries of Amhlaoibh Ó Súilleabháin. There is an English translation, edited by de Bhaldraithe: Diary of an Irish Countryman 1827 – 1835'. Mercier Press. 1993. ISBN 978-1-85635-042-6.
- De Brún, Pádraig and Ó Buachalla, Breandán and Ó Concheanainn, Tomás (1975 – second printing) Nua-Dhuanaire: Cuid 1. Institiúid Ardléinn Bhaile Átha Cliath.
- Dillon, Myles and Chadwick, Nora. The Celtic Realms. 1973. стр. 298—333. ISBN 978-0-351-15808-7.. Cardinal. London.
- Williams, J.A. (ed.) (1981). Pairlement Chloinne Tomáis. Dublin Institute for Advanced Studies. Dublin.
- Knott, Eleanor (1981 – second printing). An Introduction to Irish Syllabic Poetry of the Period 1200–1600. Dublin Institute for Advanced Studies. Dublin.
- Merriman, Brian: Ó hUaithne, Dáithí (ed.) (1974 – fourth printing). Cúirt an Mheán Oíche. ISBN 978-0-85105-002-7.. Preas Dolmen. Baile Átha Cliath.
- Mac Aonghusa, Proinsias (1979). ‘An Ghaeilge i Meiriceá’ in Go Meiriceá Siar, Stiofán Ó hAnnracháin (ed.). An Clóchomhar Tta.
- Mac hÉil, Seán. Íliad Hóiméar. Ficina Typofographica. Gaillimh. 1981.  978-0-907775-01-0.
- Nicholls, Kenneth. Gaelic and Gaelicised Ireland in the Middle Ages. 1972. ISBN 978-0-7171-0561-8.. Gill and MacMillan. Dublin.
- Ó Conluain, Proinsias and Ó Céileachair, Donncha (1976 – second printing). An Duinníneach. ISBN 978-0-901374-22-6.. Sáirséal agus Dill.
- O’Driscoll, Robert. An Ascendancy of the Heart: Ferguson and the Beginnings of Modern Irish Literature in English. The Dolmen Press. 1976. ISBN 978-0-85105-317-2.. Dublin.
- Ó hÓgáin, Dáithí (1982). An File. Oifig an tSoláthair. Baile Átha Cliath.
- Ó Madagáin, Breandán (1980 – second edition). An Ghaeilge i Luimneach 1700–1900. ISBN 978-0-7171-0685-1.. An Clóchomhar Tta. Baile Átha Cliath.
- O’Rahilly, Thomas F. (Ed.) (2000 – reprint). Dánta Grádha: An Anthology of Irish Love Poetry (1350–1750)'. Cork University Press. ISBN 978-0-902561-09-0..